# Костенко, Сергей Александрович
Серге́й Алекса́ндрович Косте́нко (17 сентября 1992, Новокузнецк, Россия) — российский хоккеист, вратарь. Воспитанник новокузнецкой школы хоккея. С 2009 по 2012 год играл в команде Молодёжной хоккейной лиги (МХЛ) «Кузнецкие Медведи», в составе которой по итогам сезона 2009/10 стал серебряным призёром. После того как на драфте НХЛ 2012 года Костенко был выбран в 7-м раунде под общим 203-м номером «Вашингтон Кэпиталз», отправился играть в систему данного клуба. В сезоне 2012/13 играл в фарм-клубе «Кэпиталз» в Хоккейной лиге Восточного побережья (ECHL) «Рединг Ройалз» и, после обмена, в другом клубе ECHL — «Онтарио Рейн».
В 2013 году вернулся в Россию и играл за новокузнецкий «Металлург» в Студенческой хоккейной лиге. С 2014 по 2017 год Костенко выступал за клуб Высшей хоккейной лиги (ВХЛ) «Ижсталь». В составе ижевской команды дважды становился серебряным призёром ВХЛ (2015 и 2016). С сентября по декабрь 2017 года играл за клуб ВХЛ «Молот-Прикамье». Сезон 2018/19 провёл в команде «Донбасс», выступающей в чемпионате Украины. Вместе с командой принял участие в розыгрыше Континентального кубка и стал чемпионом Украины. В сезоне 2019/20 играл за «Оренбург», выступающий в Первенстве Высшей хоккейной лиги.
Костенко имеет большой опыт выступления за юниорскую и молодёжную сборные России. Становился серебряным призёром мемориального турнира Ивана Глинки 2009, играл на юниорском чемпионате мира 2010, по итогам которого сборная заняла четвёртое место. Входил в состав сборной для участия на молодёжном чемпионате мира 2012, завоевав вместе с командой серебряные медали.

## Ранние годы
Сергей Костенко родился в Новокузнецке. Он жил в Левобережном районе города, до хоккея два года занимаясь акробатикой. По признанию Сергея, в детстве он мечтал стать цирковым артистом, исполняющим сальто и кульбиты. Его отец, Александр Костенко, был футболистом и признавался лучшим вратарём Кемеровской области, затем работал в угольной промышленности региона. Во многом из-за него Сергей начал играть в хоккее на позиции вратаря. Костенко провёл всю детско-юношескую карьеру в новокузнецком «Металлурге». Вместе с командой он регулярно становился победителем регионального первенства Сибири и Дальнего Востока и участвовал в финальных турнирах чемпионата России по своему возрасту. В 2008 году Костенко был признан лучшим вратарём финального турнира для игроков 1992 года рождения, проводимого в Зеленограде. Его объявляли лучшим игроком матча в составе «Металлурга» в трёх играх из семи, включая полностью проведённый им стартовый матч против сверстников из Магнитогорска, в котором сибиряки проиграли со счётом 0:11. В 2009 году Костенко вместе с командой добился победы на чемпионате России своего возраста, что стало впервые в истории новокузнецкого хоккея. В финальном матче новокузнечане победили магнитогорский «Металлург» — 5:1. Сергей являлся основным вратарём команды, пропустив в 5 матчах турнира 11 шайб.

## Карьера

### «Кузнецкие Медведи». Драфт НХЛ
Летом 2009 года новокузнецкий «Металлург» заключил с Костенко двусторонний пятилетний контракт. Сергею в новом сезоне предстояло играть в дебютном розыгрыше Молодёжной хоккейной лиги (МХЛ) за созданную новокузнецкую молодёжную команду — «Кузнецкие Медведи». Он сыграл в первом матче «Медведей» в истории, 5 сентября 2009 года, который завершился победой «Толпара» со счётом 3:4. Первую победу в составе «Медведей» Костенко одержал 8 сентября 2009 года в гостевой игре с «Ладьёй». 27 декабря 2009 года Сергей сыграл свою первую и единственную «сухую игру» в регулярных сезонах МХЛ. Новокузнецкая команда по итогам регулярного сезона заняла в конференции 8-е место и квалифицировалась в плей-офф. Костенко не принимал участие в матчах на вылет: из основной команды был командирован Сергей Бобровский, занимавший место основного вратаря. «Кузнецкие Медведи» вышли в финал Кубка Харламова, в котором проиграли «Стальным Лисам», став серебряными призёрами первого чемпионата МХЛ.
В сезоне 2010/11 Костенко сыграл больше матчей, чем в предыдущем, чередуя выходы на лёд в стартовом составе с Александром Плотниковым, вернувшимся после аренды из красноярского «Сокола». Сергей улучшил свою игру и статистические показатели, но команда выступала неудачно и по итогам регулярного сезона не смогла выйти в плей-офф. Сезон 2011/12 Костенко проводил в качестве основного вратаря «Кузнецких Медведей», сыграв в 40 матчах регулярного сезона, отражая 89,8 % бросков при коэффициенте надёжности 2,98. «Медведи» уверенно провели первый этап сезона, обновив клубные рекорды и обеспечив себе место в плей-офф одними из первых в лиге. Соперником по четвертьфиналу стал «Толпар». Во второй игре с уфимцами Костенко помог сибирякам одержать гостевую победу со счётом 0:3, став первым из новокузнецких вратарей, сумевшим отыграть на ноль в выездном матче плей-офф МХЛ. Следующая игра завершилась победой «Медведей» в матче и во всей серии. Костенко был признан лучшим вратарём четвертьфиналов конференций. В следующем раунде новокузнечане встречались с «Омскими Ястребами». Омичи выиграли эту серию, а позднее одержали победу в финале Кубка Харламова. Всего в плей-офф МХЛ 2012 Костенко провёл 7 матчей, пропустив 15 шайб и отражая 91,8 % бросков.
Уверенная игра Костенко, продемонстрированная за юниорскую сборную России на Мировом кубке вызова 2009 года, проводимом в Канаде, привлекла к нему внимание многих североамериканских специалистов. За игрой Сергея три года наблюдал тренер вратарей клуба Национальной хоккейной лиги (НХЛ) «Вашингтон Кэпиталз» Дейв Прайор. За два дня до проведения драфта НХЛ 2012 Костенко позвонили представители «Кэпиталз», чтобы узнать его отношение к возможному выбору и предупредить, что смогут закрепить на него права только в 6-7 раундах, поскольку в ранних раундах отдадут предпочтение игрокам 1994 года рождения. Сергей был рад предложению столичного клуба, так как являлся их болельщиком. В итоге, на драфте НХЛ Костенко был выбран «Кэпиталз» в 7-м раунде под общим 203-м номером.

### Северная Америка. Возвращение в Россию
После драфта появилась информация о скором отъезде Костенко в Северную Америку. Летом он уехал в тренировочный лагерь «Кэпиталз», организуемый ими для новичков. Тренеры были довольны уровнем игры Костенко, обратив внимание, что он действует в основном только левой рукой. Оказалось, что предыдущие полтора года Сергей играл с травмой плеча, разрывом связок, для лечения которой требовалась операция. Новокузнецкий «Металлург», испытывавший финансовые трудности, откладывал проведение операции, в то время как «Вашингтон» готов был провести её незамедлительно. 24 июля стало известно, что руководство «Металлурга» разрешило Костенко играть в системе «Вашингтона», расторгнув с ним контракт. Другой причиной отъезда Сергея в Северную Америку называют высокую конкуренцию среди вратарей в новокузнецком клубе.
27 июля 2012 года Костенко подписал однолетний двусторонний контракт с фарм-клубом «Вашингтона» в Американской хоккейной лиге (АХЛ) «Херши Беарс». Через два дня после заключения соглашения Сергею была проведена операция на плече, длительность реабилитации после которой составляет около полугода. С началом сезона, 4 октября, «Херши» отправил Костенко в свой фарм-клуб в Хоккейной лиге Восточного побережья (ECHL) «Рединг Ройалз» для восстановления игровых кондиций после травмы. Оправившись от травмы, 28 декабря Костенко дебютировал за «Ройалз» и одержал свою первую победу, пропустив при этом четыре шайбы — 5:4. 18 января Костенко сыграл за «Вашингтон», ведущий подготовку к регулярному чемпионату НХЛ после локаута, в матче со своим фарм-клубом «Редингом». Он отыграл полматча, не пропустив ни одной шайбы и отразив буллит. Проведя шесть матчей за «Рединг», отразив 86,9 % бросков, в феврале 2012 года Сергей был обменян в другой клуб ECHL — «Онтарио Рейн». С 22 по 24 февраля он провёл за свою новую команду три матча, одержав две победы и одно поражение, отразив при этом 86,8 % бросков при коэффициенте надёжности 3,02. Затем на одной из тренировок Костенко получил новую травму — раздробление фаланги мизинца. До конца сезона он больше не принимал участия в матчах. «Онтарио» не стал продолжать сотрудничество с вратарём, а американский агент хоккеиста не нашёл ему другую команду в Северной Америке.
В мае 2013 года главный тренер новокузнецкого «Металлурга» сообщил, что клуб рассчитывает в новом сезоне на Костенко. В то же время, тренеры «Вашингтона» вновь пригласили Сергея в свой летний тренировочный лагерь, но просили перед приездом убрать лишний вес, который вратарь набрал во время восстановления после проведённой операции. Для набора физических кондиций Костенко уезжал вместе с отцом тренироваться в Белокуриху, Алтайский край. Несмотря на предварительную подготовку к тренировочному лагерю, во время его прохождения тренеры «Кэпиталз» дали понять, что не рассчитывают в будущем на новокузнечанина. Карьера Костенко в Северной Америке завершилась, и он вернулся в Новокузнецк. «Металлург» не предоставлял Костенко шанса, и он отправился тренироваться в клуб Высшей хоккейной лиги (ВХЛ) «Липецк». После просмотра «Липецк» хотел подписать контракт с Сергеем, но не договорился с «Металлургом», владеющим правами на игрока. В ноябре 2013 года Костенко проходил просмотр в новокузнецком «Металлурге», но соглашение с ним так и не было подписано. Оставаясь без игровой практики, Костенко, как учащийся новокузнецкого филиала Кузбасского государственного технического университета (КузГТУ), выступал в Студенческой хоккейной лиге в составе новокузнецкого «Металлурга», составленного преимущественно из студентов местных вузов. Вместе с командой Сергей стал серебряным призёром турнира в дивизионе «Сибирь-Дальний Восток», проиграв только Новосибирскому государственному аграрному университету (НГАУ).

### ВХЛ. «Донбасс». «Оренбург»
Летом 2014 года новокузнецкий «Металлург» не сделал квалификационное предложение Костенко, и он начал искать себе клуб для продолжения карьеры. Сергей отправился на просмотровый контракт в клуб ВХЛ «Южный Урал». Вратарь провёл всю предсезонную подготовку в составе уральской команды, но «Южный Урал» отказался от подписания соглашения с хоккеистом, предпочтя на его место другого. По дороге из Орска в Новокузнецк с Сергеем связался тренер вратарей клуба Континентальной хоккейной лиги (КХЛ) «Адмирал» и предложил подписать контракт. Костенко согласился, однако перед своим дебютным матчем с командой «Салават Юлаев» ему сообщили, что на его место приглашён Илья Проскуряков. Затем Сергей планировал подписать контракт с клубом «Нитра», выступающим в Словацкой экстралиге, пока не поступило предложение от команды ВХЛ «Ижсталь». Костенко перешёл в ижевскую команду. Главного тренера «Ижстали» Андрея Разина не устраивали игровые кондиции новичка, но новокузнечанин сумел воспользоваться своим шансом и уверенно провёл два матча плей-офф, включая пятую игру финала против «Тороса». В той серии «Торос» одержал победу, а Сергей вместе с командой получил серебряные медали ВХЛ.
В следующее межсезонье «Ижсталь» сделала квалификационное предложение Костенко. В итоге Сергей продолжил выступать за удмуртскую команду ещё на протяжении двух лет. В обоих сезонах Костенко поочередно с Антоном Кислицыным выходил в стартовом составе матчей регулярного сезона ВХЛ. При этом в играх плей-офф новокузнечанину больше сыграть не удалось: в матчах на выбывание основным вратарём был Роман Смирягин, которого в качестве усиления командировала «Северсталь». В матче с командой «Звезда-ВДВ» Костенко оформил свой первый «сухой» матч во взрослой карьере. По итогам сезона 2015/16 «Ижсталь» вместе с Сергеем вновь завоевала серебряные медали ВХЛ, проиграв в финале «Нефтянику». В начале следующего сезона Костенко был дисквалифицирован в матче с клубом «Ариада-НХ» за «показ жеста». По итогам сезона 2016/17 Сергей сумел достичь лучших показателей во взрослой карьере по количеству проведённых матчей (29), проценту отражённых бросков (92,6 %) и коэффициенту надёжности (2,24) в регулярном сезоне.
В начале лета 2017 года Костенко подписал контракт с клубом Словацкой экстралиги «Попрад», тренером-консультантом которой был бывший главный тренер «Ижстали» Андрей Разин. В августе, после Кубка Татры, директор словацкой команды сообщил, что Сергей не будет играть в «Попраде» по административным причинам: вратарь играл в Соединённых Штатах и для того, что получить рабочую визу в Словакию, Сергею было необходимо лететь в США для оформления справок, но клуб помогать в этом хоккеисту отказался. По рекомендации Разина в начале сезона Костенко перешёл в клуб ВХЛ «Молот-Прикамье». В «Молоте» вратарь показывал нестабильную игру, после 9 сыгранных матчей имея коэффициент надёжности 3,77. В декабре 2017 года руководство пермской команды решило расторгнуть контракт с Костенко.
Остаток сезона 2017/18 Сергей нигде не играл, заключив в следующем межсезонье соглашение с клубом «Донбасс», выступающим в чемпионате Украины. Главным тренером украинского клуба был известный специалист Юлиус Шуплер. Основным вратарём в команде был Богдан Дьяченко, Костенко являлся запасным и сыграл только в 9 матчах регулярного сезона, в которых пропустил 16 шайб. Сергей вместе с командой выступал в Континентальном кубке. Он вышел в стартовом составе в матче против исландского клуба «Акюрейри», но сыграл неудачно и был заменён тренером после 2 пропущенных шайб на 25-й минуте игры. В чемпионате Украины «Донбасс» вновь стал чемпионом, победив в финальной серии плей-офф команду «Днепр». По окончании сезона, в апреле 2019 года, Костенко вошёл в состав сборной клубов Украинской хоккейной лиги (УХЛ) для участия в контрольном матче против сборной Украины. Сергей был в заявке «Донбасса» для участия в сезоне 2019/20, но, не сыграв за него больше ни одного официального матча, покинул команду и в ноябре 2019 года перешёл в образованный в этом году клуб «Оренбург», выступающий в Первенстве Высшей хоккейной лиги.

### Международная карьера
В августе 2009 году Костенко выступал за юниорскую сборную России на ежегодном Мемориале Ивана Глинки. Россияне вышли в финал, где проиграли сборной Канады со счётом 2:9. Костенко начинал решающий матч турнира в стартовом составе, но был заменён после второго периода, пропустив 6 шайб. В ноябре того же года Сергей был включён в состав сборной России до 19 лет для участия на Мировом кубке вызова. Костенко демонстрировал качественную игру, отмеченную специалистами, и помог команде завоевать бронзовые медали. Костенко стал рассматриваться как кандидат для участия на юниорском чемпионате мира 2010. Сергей попал в заявку на турнир и проводил матчи в качестве основного вратаря, но в середине первенства мира уступил место в воротах юному Андрею Василевскому. На этом турнире сборная России осталась без медалей, проиграв в матче за третье место сборной Финляндии — 1:5.
В ноябре 2011 года Костенко вошёл в список игроков молодёжной сборной России для участия в турнире Subway Super Series. В первой игре на турнире Сергей стал лучшим игроком матча, отразив все 42 броска по своим воротам, что являлось рекордом в противостоянии команд. В декабре Костенко вошёл в окончательный состав сборной России на молодежный чемпионат мира 2012. Перед началом турнира он и Андрей Макаров рассматривались как запасные вратари сборной, а Андрей Василевский основным. Не проведя ни одного матча на турнире, Костенко стал серебряным призёром чемпионата мира; сборная России проиграла в финале сборной Швеции в овертайме со счётом 0:1.

## Стиль игры
Специалисты отмечают, что Костенко негабаритный вратарь, который компенсирует свой небольшой рост агрессивным и мобильным стилем игры. Он показывает высокую скорость перемещения на линии ворот, а также старается далеко выкатиться из них, чтобы максимально сократить угол полёта шайбы в ворота. Последнее качество относится также к отрицательной стороне игрового стиля, поскольку в данном случае вратарь основное внимание уделяет бросающему игроку, а не шайбе. Тренер вратарей «Вашингтон Кэпиталз» Дейв Прайор выделял стрессоустойчивость Сергея, его умение не замечать пропущенных шайб и продолжать действовать хладнокровно.
Костенко нравится финская манера игры вратарей. Он много позаимствовал у Теему Лассилы, с которым вместе тренировался в новокузнецком «Металлурге». Костенко импонирует игра вратаря «Нью-Йорк Рейнджерс» Хенрика Лундквиста, который грамотно занимает позицию, из-за чего ему трудно забросить шайбу. По словам хоккеиста, он старается брать технические приёмы из различных стилей, однако считается, что у Костенко ярко выражен стиль «баттерфляй», при котором вратарь при опускании на колени не поднимается на ноги сразу, а продолжает отражать броски в распластавшемся положении. Костенко отмечал, что в тренировочном лагере «Вашингтон Кэпиталз» тренер вратарей Олаф Кёльциг отучал всех от данного стиля, заставляя по удару клюшкой по льду опускаться на колени и мгновенного вставать на ноги.

## Статистика

### Международная
По данным: Eliteprospects.com, Eurohockey.com и r-hockey.ru

## Достижения
Командные
| Год           | Команда           | Достижение                                    | Достижение |
| ------------- | ----------------- | --------------------------------------------- | ---------- |
| Клубные       |                   |                                               |            |
| 2010          | Кузнецкие Медведи | Серебряный призёр МХЛ                         | [ 11 ]     |
| 2015, 2016    | Ижсталь           | Серебряный призёр ВХЛ (2)                     | [ 69 ]     |
| 2019          | Донбасс           | Чемпион Украины                               | [ 45 ]     |
| Международные |                   |                                               |            |
| 2009          | Россия (юниор.)   | Серебряный призёр Мемориала Ивана Глинки      | [ 57 ]     |
| 2012          | Россия (мол.)     | Серебряный призёр молодёжного чемпионата мира | [ 45 ]     |